# カレル・ドールマン (統合支援艦)
カレル・ドールマン（英語: HNLMS Karel Doorman）は、オランダ海軍の統合支援艦（Joint Logistiek Ondersteuningsschip: JLOS）。揚陸艦と補給艦を兼務するものである。

## 能力

### 補給機能
貨物庫1,000 m2、弾薬庫730 m2を確保し、貨油は8,700 m3を搭載可能である。また一日あたり125 m3の造水能力を備えている。
洋上移送装置としては、上部構造物直後に門型ポスト1基を設置している。
病院船機能も充実しており、手術室2室とX線撮影装置のほか、MRI装置も搭載される。

### 輸送揚陸機能
2,350 m2の車両甲板を設置しており、100トンの耐荷重を備えたランプによってRO-RO機能を発揮できる。
固有の搭載艇として、ダビットに2隻のLCVPを搭載しているほか、艦尾の係留スペースや力量40トンのクレーンを用いて機動揚陸艇（LCM）への物資の搬出・搬入も可能である。

### 航空運用機能
後甲板はヘリコプター甲板とされており、長さ80×幅30 m、発着スポット2個を設定している。またハンガーは1,060 m2を確保した。
NH90ヘリコプター6機を搭載可能であり、またCH-47の運用にも対応している。

### 電子装備
センサーは、ホラント級哨戒艦でも採用されたIM-400統合センサー・システムが搭載される。これは下記の各種センサー等を統合している。
- シー・マスター400 - Sバンドの長距離対空捜索レーダー。アンテナは4面固定式のAESAで、探知距離は300m～250km[4]。
- シー・ウォッチャー100 - Xバンドの対水上捜索レーダー。アンテナは4面固定式のAESAで、探知距離は80m～40km[5]。
- ゲートキーパー赤外線捜索追尾システム
- 電波探知装置（ESM）
- 統合通信アンテナ・システム - リンク 11/16/22, GSM/UMTS, WiMAX, イリジウム衛星通信対応。
- 衛星通信システム